# 唐州 (北魏)
唐州，中国南北朝时设置的州。
北魏孝昌中置，治所在白马城（今山西省临汾市）。下辖平阳郡、北绛郡、西河郡，辖境相当今山西省西南部地。建义元年（528年）改为晋州。